# Microcefalina

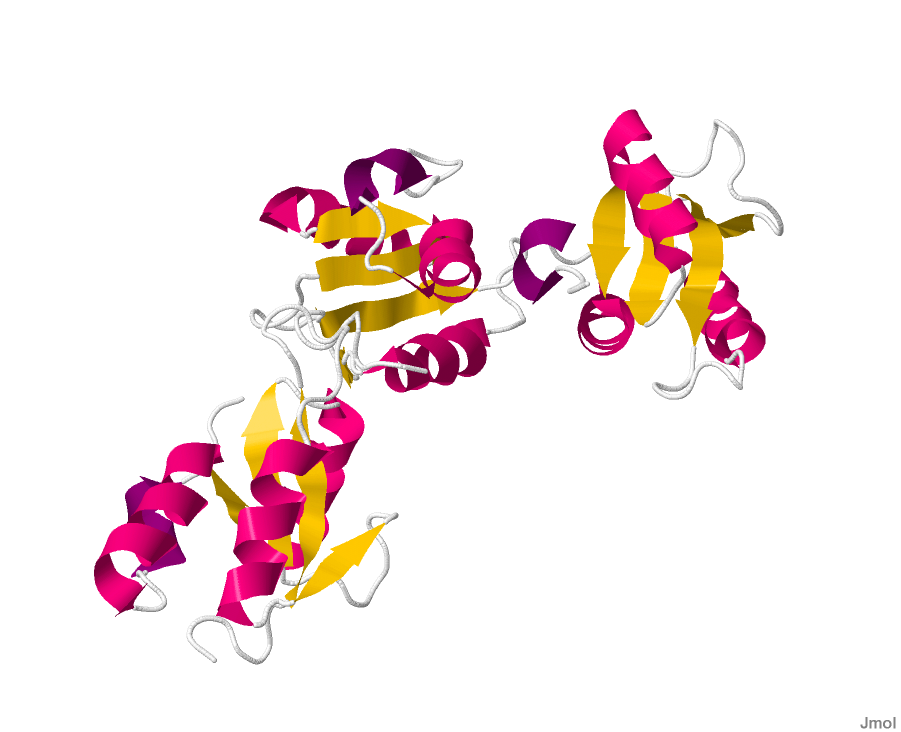
Modelo generado por computadora.

La microcefalina (MCPH1) es uno de los seis genes humanos que produce microcefalia primaria (OMIM 251200) cuando posee una mutación no funcional en estado homocigoto (cuando está en ambos cromosomas homólogos, en este caso en ambos cromosomas 8). El nombre de dicha condición médica deriva de los términos griegos μικρο (pequeño) y κέφαλος (cabeza), porque está caracterizada por una severa disminución del cerebro. Por lo tanto, se asume que las distintas variantes de este gen (y por lo tanto de su correspondiente proteína) tienen un papel en el desarrollo del cerebro, pero en individuos normales no afecta su habilidad mental; el tamaño del cerebro y el comportamiento se atribuye a éste o a otros genes similares relacionados con la microcefalia, como el ASPM situado en el cromosoma 1.